# Кочова держава
Кочова держава — термін, прийнятий в історичній літературі для позначення особливої форми організації влади, притаманної суспільствам кочового типу. Основою такої держави була не інфраструктура (караванні шляхи і міста (поселення) центри торгівлі та ремесел) на певній території, а стратегічно важливе значення землі, володіння якої давало основу існування держави. Земля була потрібна перш за все для вирощування худоби. Як показує історія, держави такого типу були недовговічні, так як в зв'язку з падінням значення Великого шовкового шляху (сухопутного шляху доставки товарів з Китаю та Індії), і розвитку морської торгівлі, кочова цивілізація, що проіснувала понад 3 тисячі років, прийшла в занепад. Кочові держави, постійно змінюючи одне одного, існували в Євразії з середини 1-го тисячоліття до н.е. до XVIII століття.